# Битолски народен театър
Национално учреждение Битолски народен театър (на македонска литературна норма: Национална установа Битолски народен театар) е театър в град Битоля, Северна Македония. Смятан е за хронологично първия и най-стария действащ театър в Северна Македония.

## История
Сградата Битолския театър започва да се строи в 1897 година при валията Абдулкерим паша Бурсалъ. По негово време са предприети няколко стъпки за облагородяване на града. Валията решава на главната улица „Широк сокак“ да се се построи голяма сграда, в която да се помещават дирекцията за тютюна и винарската изба, а приходите от този обект да бъдат използвани за построената две години по-рано градска болница за бедни (Гураба Хаста Хане). На мястото, където трябваше да се построи новата сграда обаче има турско гробище и турското население се противопоставя на строителството. По заповед на валията полицията извежда затворниците в града и за една нощ ги кара да разчистят парцела. Строежът е завършен в 1905 година. Не е известно дали е функционирала като търговска страда, като първото ѝ известно предназначение е да служи като театър и за други подобни събития и прояви. Играните пиеси се различават много от днешните и са силно повлияни от театъра Кабуки - едноактни пиеси с малко текст, но повече мимики, ритъм и движения.
Първият професионална театрална трупа работи в сградата работи от 1910 до 1912 година, когато сградата е унищожена от пожар. Театралните представления продължават да се провеждат на друго място. От края на 1913 до 1915 година във вече сръбска Битоля функционира Градски театър, съставен от бивши пътуващи актьори. Нова сграда на театъра е издигната на мястото на старата изгоряла сграда в 1926 година, вече в Кралството на сърби, хървати и словенци, и театърът функционира като част от Скопския театър до 1929 година, след което е закрит.
По време на българското управление в годините на Втората световна война, в града работи български театър, първо като полупрофесионален, а от 1943 година като професионален.
След войната, в Комунистическа Югославия, на 14 ноември 1944 година в сградата на Народния театър в Битоля, и поставена първата театрална пиеса на така наречения македонски език. Сградата е реновирана в 1946 година и фасадата на сградата е модернизирана. Според основната си концепция сградата е класически театър с ложи и галерия с форма на подкова, характерна за театрите от XIX век. Освен за театрални представления, сградата е използвана и за други прояви с културен и развлекателен характер.
Старият театър е съборен в 1980 година, след построяването на днешната сграда, в която се помещават Центърът за култура и Народният театър Битоля. Салонът на театъра разполага с 418 места, съвременна сцена и сценична техника, работилници, гримьорни и помощни помещения.
Народният театър Битоля е носител на множество награди и признания: „11 октомври“, „Климент Охридски“, „4 ноември“, Стерини награди, Златни лаврови венци, Награди „Войдан Чернодрински“ и други.
Трупата на тетъра има множество участия в театрални фестивали по света: „Стерино позорие“ – Нови сад, „МЕС“ - Сараево, Театрални игри „Войдан Чернодрински“ - Прилеп, „Охридско лято“, „МОТ“ - Скопие, „Екран театър-фест“, „Дубровнишки летни игри“, „ЕУРОКАЗ“ - Загреб, „Саем на театара“ - Любляна, „Алтернативен театър“ - Подгорица, „Град - театър“ - Будва, „Фестивал на детето“ - Шибеник и други. Гостува ежегодно по сцените на други градове: Москва, Ташкент, Кишинев, Вроцлав, София, Плевен, Благоевград, Корча и други.